# Installation classée pour la protection de l'environnement
En France, une installation classée pour la protection de l'environnement (ICPE) est une installation exploitée ou détenue par toute personne physique ou morale, publique ou privée, qui peut présenter des dangers ou des nuisances pour la commodité des riverains, la santé, la sécurité, la salubrité publique, l’agriculture, la protection de la nature et de l’environnement, la conservation des sites et des monuments.
Afin de réduire les risques et les impacts relatifs à ces installations et d'évaluer leurs aléas technologiques, la loi définit et encadre de manière relativement précise les procédures relatives aux ICPE ainsi que la manière dont ces installations doivent être gérées.
Au 31 décembre 2014, environ 500 000 établissements (dont 450 000 installations soumises à déclaration) relèvent de la législation des installations classées.
Le droit des ICPE est principalement régi par le livre I et le livre V du code de l'environnement.
Dans le cadre de la simplification administrative, à partir du 1er mars 2017 une autorisation environnementale unique (ou permis unique) est mise en place pour les ICPE et les installations, ouvrages, travaux et activités (IOTA) soumises au régime de l'autorisation,,.

## Définition

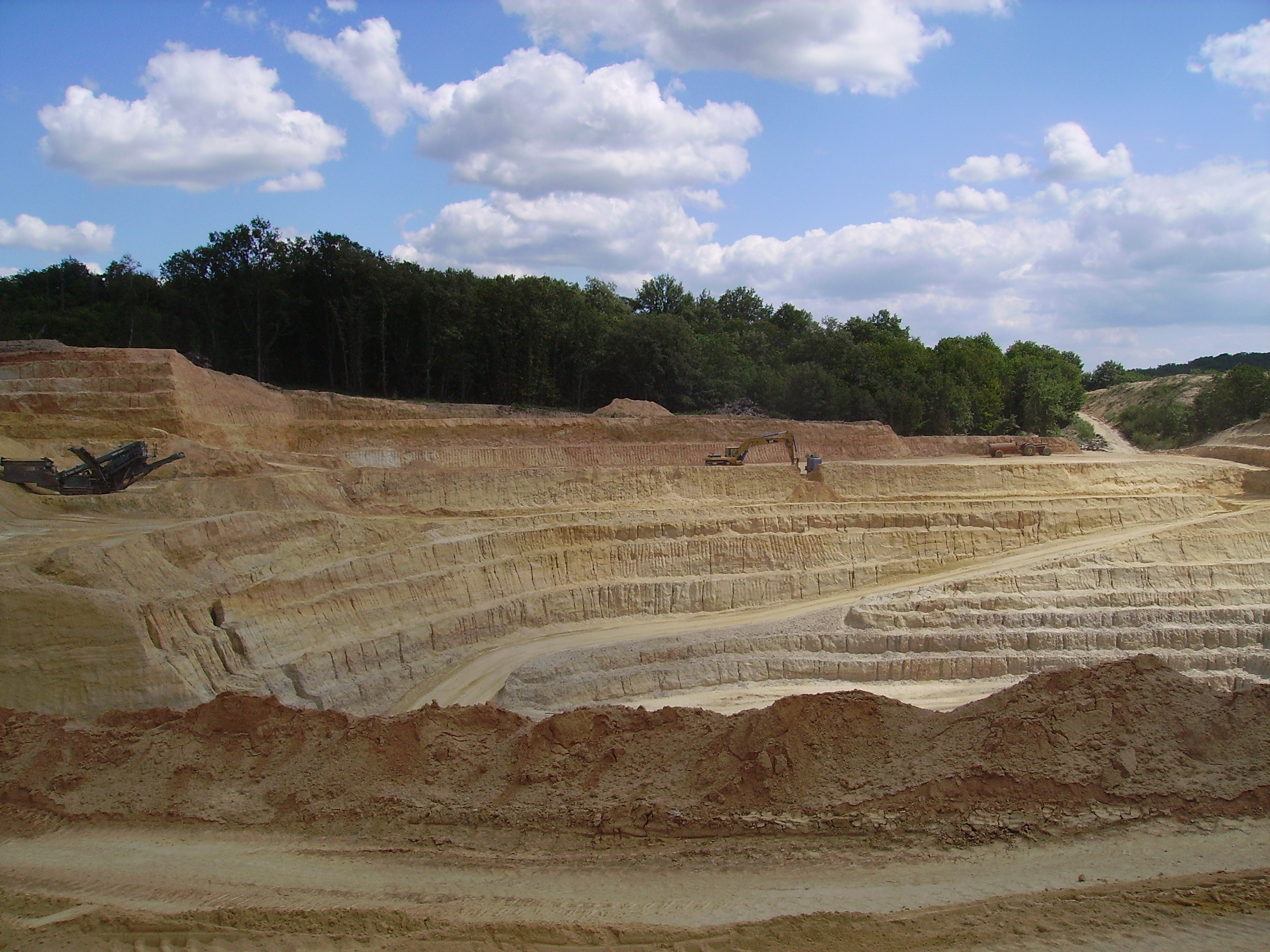
Une carrière est une ICPE généralement soumise au régime de l'autorisation (rubrique no 2510 de la nomenclature ICPE).

Le code de l'environnement définit les ICPE comme « les usines, ateliers, dépôts, chantiers et, d'une manière générale, les installations exploitées ou détenues par toute personne physique ou morale, publique ou privée, qui peuvent présenter des dangers ou des inconvénients soit pour la commodité du voisinage, soit pour la santé, la sécurité, la salubrité publiques, soit pour l'agriculture, soit pour la protection de la nature, de l'environnement et des paysages, soit pour l'utilisation rationnelle de l'énergie, soit pour la conservation des sites et des monuments ainsi que des éléments du patrimoine archéologique ». Il est ensuite précisé que « les dispositions du présent titre sont également applicables aux exploitations de carrières au sens des articles L. 100-2 et L. 311-1 du nouveau code minier », ce qui implique que les carrières sont également des ICPE.
Le législateur a confié au ministre chargé des installations classées (en 2016, le MTES) le soin de définir par décret la liste des activités classables au titre des ICPE, appelée nomenclature des ICPE, qui est régulièrement modifiée,. À titre d'exemples, les stations-service, les incinérateurs de déchets, les concasseurs ou encore les élevages canins, bovins ou porcins au-delà de certains effectifs d'animaux , sont des ICPE.
Les établissements comportant une ou plusieurs ICPE sont contrôlés par différents services de l’État couramment appelés inspection des installations classées.
Par définition, les établissements qui ne possèdent que des installations non classées, c'est-à-dire des installations où ne sont exercées aucune des activités répertoriées dans la nomenclature des ICPE et/ou des installations où certaines activités sont exercées mais dont les paramètres caractéristiques restent en deçà des seuils de la nomenclature ICPE, sont exclus du champ de cette législation. Dans ce cas, l'établissement relève de la police du maire.

## Historique réglementaire
Le régime des installations classées est l'un des plus anciens du droit de l'environnement français puisqu’il remonte au XIXe siècle. En effet, en 1794, l’explosion de la fabrique de poudre de Grenelle à proximité immédiate de Paris, a entraîné la mort d'environ 1 000 personnes, ce qui a notamment eu pour conséquence d'initier une prise de conscience sur les risques et les nuisances pouvant être générés par l’activité humaine.
En 1806, la Préfecture de police de Paris oblige, par ordonnance, les exploitants des installations dangereuses ou insalubres à déclarer leur activité.
Cette obligation est ensuite étendue à l'ensemble du territoire par le biais du décret impérial du 15 octobre 1810 relatif aux Manufactures et Ateliers qui répandent une odeur insalubre ou incommode. Les établissements, on parle alors de manufactures et fabriques, sont alors divisés en trois classes selon l’importance de leurs nuisances :
- Certaines installations devront désormais être implantées à distance des habitations
- La permission de s'implanter est soumise à l'accord du conseil d'État pour les plus dangereuses, du préfet, ou du maire, dans les classes qui le sont moins.

La loi du 19 décembre 1917 relative aux établissements dangereux, insalubres ou incommodes améliore le dispositif en tenant compte de la notion de pollution, alors que le décret de 1810 se limitait essentiellement à prévenir les nuisances au voisinage. Par ailleurs, cette loi soumet les établissements les moins importants en termes de nuisances à un régime de simple déclaration.
Vers la fin des années 1960, l’inspection des établissements classés, auparavant assurée par l’inspection du travail, est confiée au service des mines puis transférée au ministère de l’environnement à sa création en 1971.
La loi du 19 juillet 1976 sur les installations classées pour la protection de l’environnement devient la base juridique de l’environnement industriel en France. Ce texte est fondé sur ce que l’on appelle l’approche intégrée, c’est-à-dire qu’une seule autorisation est délivrée et réglemente l’ensemble des aspects concernés : risques accidentels, gestion des déchets, rejets aqueux, rejets atmosphériques, pollutions des sols... Une seule autorité est également compétente pour l’application de cette législation, l’inspection des installations classées.
La loi du 30 juillet 2003, à la suite de la dramatique explosion de l’usine AZF à Toulouse qui a eu lieu le 21 septembre 2001, vise à renforcer la prévention des risques technologiques et naturels. Parallèlement, les effectifs et les contrôles de l’inspection des installations classées sont augmentés.

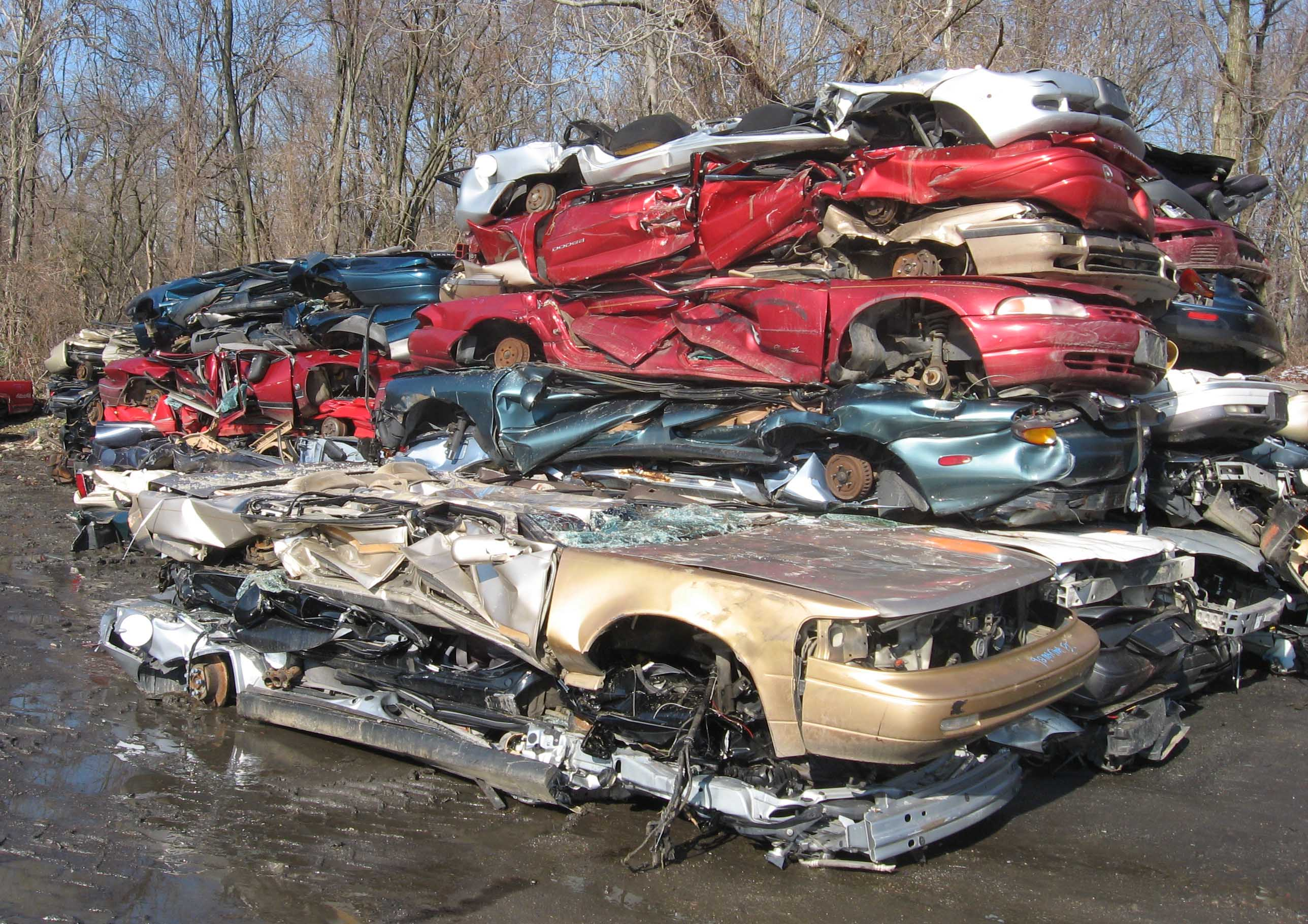
Une casse automobile est une ICPE qui est généralement soumise au régime de l'enregistrement (rubrique 2712-1 de la nomenclature ICPE).

Entre 2009 et 2010, le Gouvernement crée un régime intermédiaire d'autorisation simplifiée (entre celui de la déclaration et celui de l'autorisation) appelé « régime de l'enregistrement » avec pour objectif de simplifier les procédures administratives, réduire les délais d'instruction, standardiser les prescriptions techniques applicables à certaines installations et responsabiliser les exploitants. Depuis sa mise en place, de plus en plus de rubriques ICPE et donc d'installations industrielles sont concernées par ce régime qui monte en puissance.
Dans le cadre du « choc de simplification », « sans régression de la protection de l'environnement », souhaité par le président de la République François Hollande, une triple expérimentation a été conduite de 2014 à 2016, dans quelques départements, afin de mesurer la faisabilité d'un dispositif de certificat de projet, d'autorisation unique en matière d'ICPE et d'installations, ouvrages, travaux et activités (IOTA),,,.
À la suite de ces expérimentations, les textes juridiques permettant d'étendre le dispositif à l'ensemble du territoire français ont été publiés le 26 janvier 2017 et entrent en vigueur le 1er mars 2017,,.
La réforme fait passer sept catégories d'ICPE du régime d'autorisation à celui de déclaration. Des doublons dans la nomenclature ont aussi été corrigés (28 catégories ont été modifiées et 11 supprimées), ce qui aboutit à faire passer un certain nombre d'ICPE du régime d'autorisation à celui d'enregistrement.
À partir de 2017, une demande unique doit être effectuée pour toutes les autorisations environnementales : ICPE, loi sur l'eau, défrichement ... Pour préparer le dossier d'instruction le porteur de projet peut faire appel aux services de la DREAL.
Pour les demandes d'« autorisation », seules les installations classées SEVESO et celles concernées par la directive sur les émissions industrielles doivent désormais réaliser des études d'impacts environnementales. Les autres ICPE soumises à autorisation doivent désormais réaliser une étude d'incidence, forme moins contraignante.

## Nomenclature ICPE

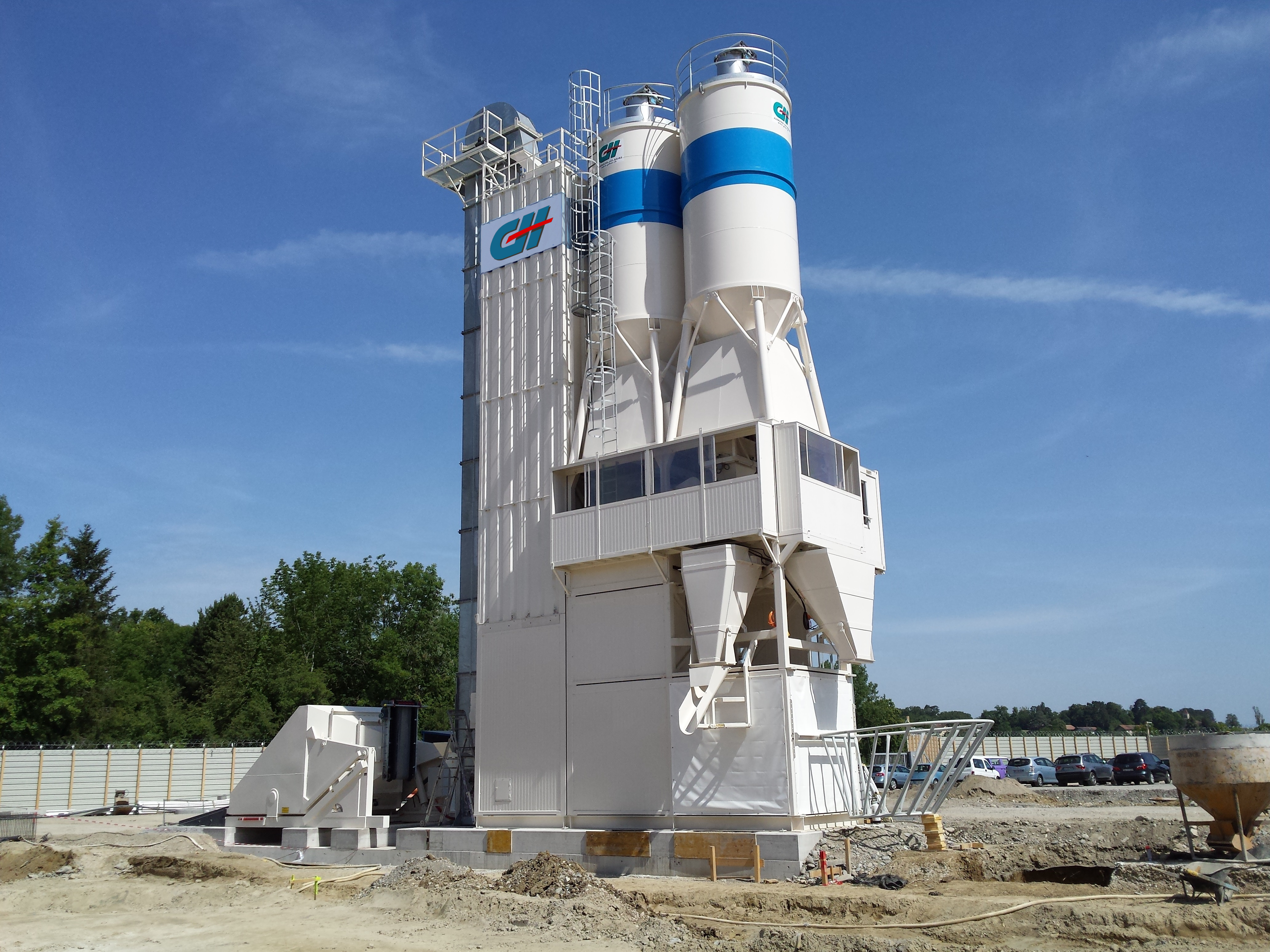
Une centrale à béton est, selon sa capacité de malaxage, soumise au régime déclaratif ou au régime de l'enregistrement au titre de la rubrique no 2518.

### Rubriques
La nomenclature des installations classées est divisée en quatre catégories de rubriques, :
- Les rubriques 1xxx qui concernent les différents types de substances chimiques (ex : combustibles, inflammables, radioactives, etc.).
- Les rubriques 2xxx qui concernent les différents types d'activités (ex : industrie agroalimentaire, industrie du bois, déchets, etc.).
- Les rubriques 3xxx qui concernent les activités relevant de la directive sur les émissions industrielles (en) (IED).
- Les rubriques 4xxx qui concernent les substances chimiques relevant de la directive Seveso.

### Régimes de classement

#### Déclaration (D)
Les entreprises présentant peu de risques pour l'environnement sont soumises au régime de la déclaration. Dans ce cas, l'exploitant doit déposer à la préfecture un dossier de déclaration qui contient les informations sur la personne physique ou morale  qui détient l’installation, l’adresse de l’exploitation, les activités détaillées et leurs volumes, la façon dont sont traités les effluents, les émanations et les déchets solides ainsi que les dispositions prises en cas d’incidents. Il doit également présenter un plan du cadastre d’un rayon de 100 mètres autour de l'installation, un plan décrivant précisément l’implantation de l'installation ainsi que le plan des réseaux de collecte et de traitement des effluents. Si le dossier est complet, la préfecture a l'obligation de délivrer un récépissé de la déclaration et communique à l'exploitant une copie des prescriptions générales applicables à l'installation.

#### Déclaration avec contrôle périodique (DC)
Certaines des installations soumises au régime de la déclaration doivent être périodiquement inspectées afin de vérifier qu'elles sont conformes à la réglementation en vigueur. Cette inspection n’est pas réalisée par l’administration et est à la charge de l'exploitant qui peut choisir l’organisme de contrôle agréé. Dans certains cas où l’entreprise présente des non conformités majeures, l'organisme agréé a l'obligation d'en informer la préfecture.

#### Enregistrement (E)
Le régime de l'enregistrement s'applique aux installations dont le risque est maîtrisé, notamment par le biais de prescriptions techniques ministérielles standardisées,.
Tout projet d’installation classée relevant du régime de l'enregistrement doit faire l'objet d'une demande d'enregistrement avant sa mise en service, qui se présente, depuis le 16 mai 2017, sous la forme d'un formulaire Cerfa qui comporte notamment la description de la sensibilité environnementale de la zone d'implantation et celle des incidences notables du projet sur l'environnement. Le dossier de demande d'enregistrement est déposé à la préfecture du département dans lequel l'installation est projetée.
Dans son dossier, le pétitionnaire doit notamment démontrer qu'il sera en mesure de respecter les prescriptions techniques ministérielles standardisées qui visent à diminuer les impacts de l'installation sur son environnement (rejets aqueux, rejets atmosphériques, gestion des déchets, émissions sonores, prévention des risques industriels, etc.),.
Après avis du conseil municipal des communes concernées, consultation du public et instruction du dossier par l'inspection des installations classées, l’enregistrement peut être prononcé par le préfet par arrêté préfectoral, après éventuellement avis du conseil départemental de l’environnement et des risques sanitaires et technologiques (CODERST).
Le délai d'instruction de la demande d’enregistrement est compris entre 5 (en l'absence de mesures particulières) à 7 mois (en cas de passage au CODERST).
Dans certains cas particuliers, le Préfet peut également décider que l'instruction de la demande suivra la procédure d'autorisation environnementale avec ou sans évaluation environnementale.

#### Autorisation (A)
La demande d’autorisation est de la responsabilité du demandeur. Il doit fournir un dossier contenant les éléments demandés dans les cas précédents. Il doit  aussi fournir les procédés de fabrication, la situation administrative de l’établissement et un document présentant les prescriptions en matière d’hygiène et de sécurité du personnel. Toutes les études doivent prendre en compte l’installation elle-même mais aussi les installations alentour.
Après avoir été déposé en préfecture, le dossier est transmis à l’inspection des installations classées qui vérifie s’il est complet et qui peut prendre contact avec le demandeur pour avoir plus d’informations. Le dossier est ensuite soumis à une enquête publique d’un mois, à l’avis du conseil municipal concerné et de différents services comme le Service Départemental d’Incendie et de Secours ou la Direction Départementale des Territoires et de la Mer. Le préfet peut ensuite signer un arrêté d’autorisation ou le refuser. Cette procédure dure environ un an. La demande est considérée comme caduque au bout de 3 ans, si l'installation n'a pas démarré son activité.
L’arrêté d’autorisation fixe les prescriptions à suivre par l’exploitant, les moyens d’analyse et de mesures, les moyens d’intervention en cas de sinistre et les moyens de réduire les pollutions à longue distance. Ces prescriptions peuvent être complétées par le préfet après un accident ou un danger par exemple. Les droits cessent si l’installation n’a pas été mise en service au bout de trois ans ou si elle n’a pas été exploitée pendant deux ans de suite.
Quand une installation cesse son activité de façon définitive, l’exploitant doit prévenir le préfet trois mois avant, faire que le site soit sans danger et fournir au prochain propriétaire les plans et les études réalisées. Il existe aussi d’autres procédures à mener en parallèle : le permis de construire et plusieurs autres autorisations comme l’autorisation de déversement ou de défrichement.
Quel que soit le régime, le seul responsable de l’installation est l’exploitant. Il doit donc prouver qu’il respecte les prescriptions et qu’il ne crée pas de dommages irréversibles dans le domaine de l’environnement ou de la sécurité. Cette responsabilité s’applique de l’installation de l’exploitation à son arrêt définitif et peut même se prolonger s’il y a besoin de surveiller cette installation après son arrêt. C’est pourquoi, il est tenu de mettre en place un système régulier de surveillance.

#### Autorisation avec servitudes d'utilité publique (AS)

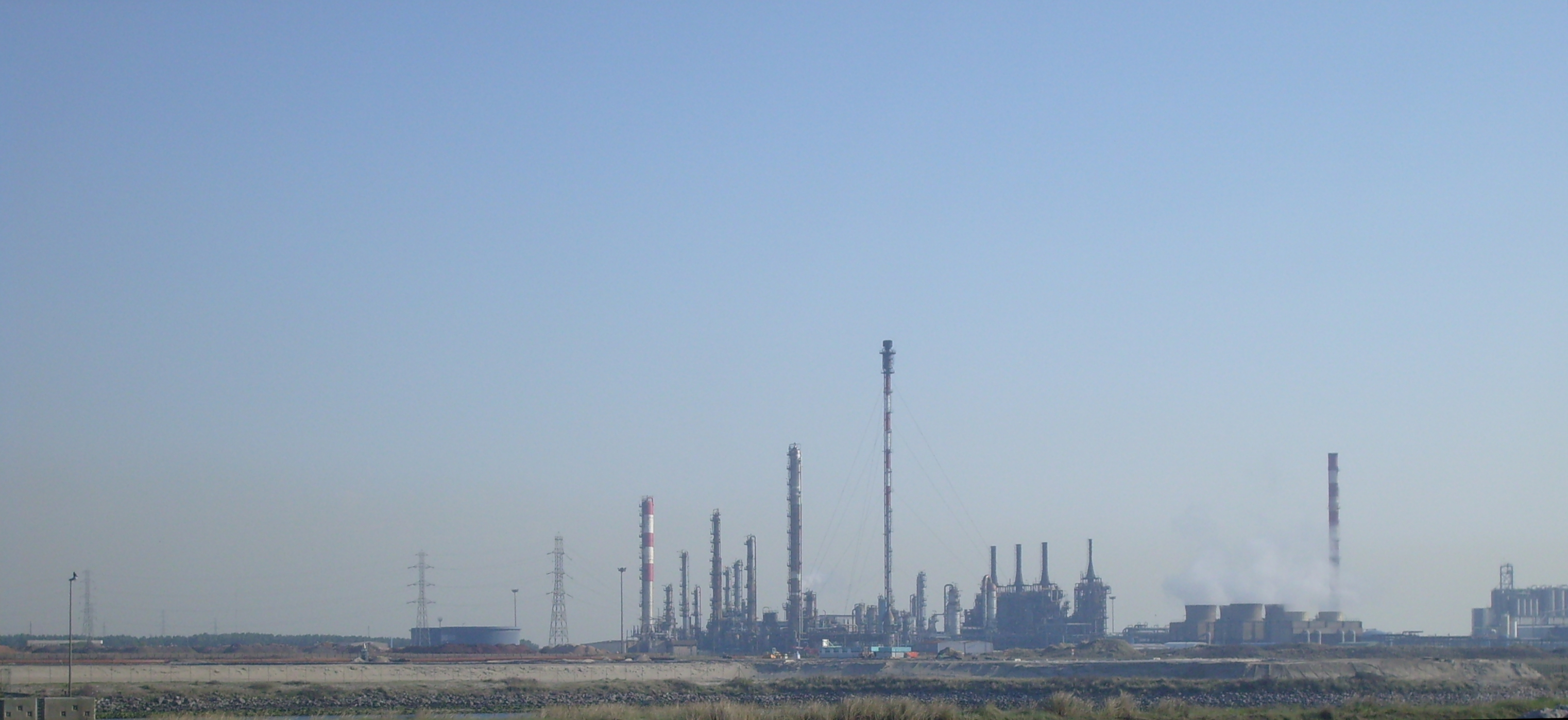
Site classé SEVESO 2, Dunkerque.

Bien que certains sites décrivent différemment cette situation, l'autorité administrative qui s'est vu confier la compétence « de droit commun » en matière d'ICPE par le législateur est le préfet de département (avec les cas particuliers des installations relevant du ministre de la défense, des installations implantées sur plusieurs départements relevant collectivement des préfets concernés, de la fermeture d'installations auxquelles il n'est pas possible de prescrire des prescriptions propres à sauvegarder les intérêts prévus à l'article L. 511-1 du code de l'environnement, compétence du ministre - MTES). De manière très exceptionnelle, le maire dont le pouvoir de police générale ne comprend pas ce domaine pourrait être amené à prendre un arrêté dans le cas de l'urgence absolue en se substituant à l'autorité de droit commun.

## Péremption de l'autorisation
Une installation perd son droit d'exploitation si : Elle a cessé de fonctionner pendant au moins deux ans, elle a été remise en route après un accident, les conditions de fonctionnement ou les activités sont modifiées. Si l'installation se trouve dans l'un de ces 3 cas elle doit faire à nouveau l'objet d'une autorisation, d'un enregistrement ou d'une déclaration.
Cependant, une installation fonctionnant partiellement même pendant plus de 2 ans n'est pas obligée de faire cette démarche . Elle n'est pas considérée comme ayant interrompu son activité et l'autorisation n'est pas caduque.

## Base des ICPE
Le MTES rend disponible la liste des installations classées soumises à autorisation ou à enregistrement (en construction, en fonctionnement ou en cessation d'activité) par le biais d'une base accessible par tous.

## Évolution statistique du nombre d'ICPE
|                                              | 2015   | 2014   | 2013   | 2012   | 2011   | 2010   | 2009   | 2008   | 2007   | 2006   |
| -------------------------------------------- | ------ | ------ | ------ | ------ | ------ | ------ | ------ | ------ | ------ | ------ |
| ICPE - Autorisation                          | 31 053 | 32 178 | 41 402 | 42 324 | 44 045 | 45 998 | 46 159 | 47 623 | 51 053 | 53 842 |
| dont élevages                                | 6 641  | 6 936  | 14 440 | 14 372 | 15 354 | 16 540 | 16 239 | 16 671 | 17 637 | 19 145 |
| dont SEVESO AS                               | 683    | 668    | 657    | 622    | 670    | 686    | 632    | 638    | 611    | 634    |
| dont SEVESO seuil bas                        | 559    | 556    | 548    | 551    | 503    | 524    | 536    | 550    | 538    | 547    |
| dont industriels soumis à directive IED/IPPC | 3 421  | 3 847  | 3 489  | 3 289  | 3 430  | 3 310  | 3 351  | 3 432  | 3 669  | 3 988  |
| dont élevages soumis à directive IED/IPPC    | 3 353  | 3 422  | 3 255  | 3 190  | 3 055  | 3 129  | 3 057  | 3 368  | 3 330  | 3 116  |
| dont carrières                               | 3 795  | 3 881  | 4 023  | 4 031  | 4 197  | 4 205  | 4 329  | 4 486  | 4 693  | 5 101  |
| dont traitement de déchets                   | 520    | 510    | 565    | 581    | 546    | 541    | 561    | 918    | 1 002  | 1 049  |
| ICPE - Enregistrement                        | 13 133 | 11 904 | 3 148  | 1 799  | 1 040  | -      | -      | -      | -      | -      |
| dont élevages                                | 7 875  | 7 880  | -      | -      | -      | -      | -      | -      | -      | -      |
| ICPE - Quota CO2                             | 1 094  | 1 078  | 1 076  | 1010   | 999    | 980    | 972    | 993    | 1 004  | 1 075  |

## Taxe générale sur les activités polluantes (TGAP)
Les ICPE peuvent être concernées par la TGAP. Toutefois, la loi de finance 2018 a supprimé les composantes spécifiques aux « installations classées », ce qui fait qu'il ne reste plus que les composantes « déchets », « émissions polluantes », « lubrifiants, huiles et préparations lubrifiantes », « lessives » et « matériaux d'extraction » (hormis celle sur les « carburants d'origine fossile » qui est à part),.

## Aspects sanitaires
Avec l'émergence du concept de santé environnementale, le volet santé a pris depuis les années 1990 une importance croissante en accompagnement des aspects environnementaux auxquels ils sont souvent liés ; Une installation classée doit respecter la santé de l'environnement et celle de l'homme, ce qui implique des compétences élargies pour les inspecteurs des installations classées amenés à étudier des évaluations du risque sanitaire (ERS) d'une typologie assez large d'installations. Les ERS sont devenus la principale approche sanitaire dans ce domaine depuis les années 2000.
L'Ineris et divers guides propose d'appliquer de manière itérative et structurer des protocoles d'évaluations intégrant les principes de proportionnalité, de prudence scientifique, de transparence et de spécificité voire de précaution en différenciant bien les dangers (étude de dangers), les risques (étude des risques) et l'exposition à ces risques. Ils sont parfois cependant difficiles à mettre en place en raison du manque d'inspecteurs et de moyens en termes d'analyses et expertise toxicologiques et écotoxicologiques, ainsi qu'en raison du manque de transparence parfois lié au secret industriel ou de fabrication. Les effets cumulés de l'exposition à plusieurs polluants, contaminants, nuisances (odeurs, pollution lumineuse, vibrations, bruit…) ou facteurs de risques sanitaires sont encore mal évalués et le dialogue entre évaluateurs, gestionnaires du risque et ONG peut être délicat notamment pour certains risques émergents encore mal évalués ou soumis à d'importants dissensus (grands élevages industriels, nanoparticules, OGM/transgènes, champs électromagnétiques, pesticides, chimie fine, perturbateurs endocriniens, gaz de schiste…).
Les inspecteurs et parfois le public ou les pétitionnaires sont aidés par des guides nationaux, régionaux (ex pour les piscicultures de Corse) ou thématiques, des outils et campagnes d'information et de formation des documents par secteur ou par substance et peuvent s'appuyer sur certains pôles de compétence et d'expertise, mais des efforts sont encore nécessaires en termes de retour d'expérience et de transparence vis-à-vis du public. 
La Commission européenne a pour sa part mis en place un Comité scientifique des risques sanitaires émergents et nouveaux.
Des discussions sont en cours dans plusieurs pays (en Europe notamment) quant à une éventuelle Sortie du statut de déchet (pour certains déchets de bois ou les pneus réparables par exemple), changement de statut qui pourrait interférer avec le domaine des ICPE et les risques pour la santé.

## Police des ICPE
La législation des installations classées confère à l’État français des pouvoirs :
- d’autorisation ou de refus d’autorisation de fonctionnement d’une installation ;
- de réglementation (imposer le respect de certaines dispositions techniques) ;
- de contrôle ;
- de sanction.

Sous l’autorité du préfet de département, ces opérations sont confiées à l’inspection des installations classées qui sont des agents commissionnés et assermentés. Du fait de leur assermentation, les inspecteurs des installations classées peuvent également intervenir pour le compte des Procureurs de la République sur des missions de police judiciaire vis-à-vis des ICPE au titre de l'article 15 du code de procédure pénale. Les constats effectués par les inspecteurs des ICPE relevés sur procès-verbal font foi devant les tribunaux.

## Contentieux des ICPE
L'article L. 514-6 du Code de l'environnement implique qu'en matière d’installations classées, le juge administratif dispose d’un pouvoir de plein contentieux. Cela signifie que sa décision peut aller au-delà de la simple annulation ou de la simple confirmation de la décision administrative. À titre d’exemple, il peut en particulier :
- accorder une autorisation refusée par le préfet et l’assortir de prescriptions ;
- modifier des prescriptions techniques ;
- demander au préfet d’imposer des prescriptions supplémentaires.

L'article R. 514-3-1 du Code de l'environnement, dont la dernière modification date de 2017, définit les personnes qui peuvent déférer à la juridiction administrative les actes administratifs relatifs aux installations classées (arrêtés d'autorisation, d'enregistrement, arrêtés complémentaires, etc.) ainsi que les délais associés,, :
- Les tiers intéressés en raison des inconvénients ou des dangers que le fonctionnement de l'installation classée présente ont un délai de 4 mois à compter du premier jour de la publication ou de l'affichage de ces décisions. Ce délai a été fortement réduit puisqu'en 2006 il était de 4 ans, puis est passé à 1 an avant de tomber à 4 mois en 2017. En 2018, les sénateurs envisagent même de réduire ce délai à 2 mois[64],[65].
- Les demandeurs ou exploitants ont un délai de deux mois à compter de la date à laquelle la décision leur a été notifiée.

Par ailleurs, depuis 2017 avec la réforme liée à l'autorisation environnementale unique,,, :
- L'article R. 514-3-1 du Code de l'environnement permet désormais aux tiers, aux demandeurs ou aux exploitants de former un recours gracieux ou hiérarchique contre la décision relative à une ICPE. Ce recours reste facultatif et peut être formé dans un délai de deux mois à compter de la notification de la décision. Il permet de prolonger de deux mois les délais mentionnés au paragraphe précédent.
- Concernant uniquement les installations classées soumises à autorisation, l'article R. 181-52 du Code de l'environnement permet désormais aux tiers intéressés de déposer une réclamation auprès du préfet, à compter de la mise en service du projet autorisé, aux seules fins de contester l'insuffisance ou l'inadaptation des prescriptions définies dans l'autorisation, en raison des inconvénients ou des dangers que le projet autorisé présente. Le préfet dispose d'un délai de deux mois, à compter de la réception de la réclamation, pour y répondre de manière motivée. S'il estime la réclamation fondée, le préfet peut fixer des prescriptions complémentaires.